# Jan Vokál
Jan Vokál (Hlinsko, 25 settembre 1958) è un vescovo cattolico ceco, dal 3 marzo 2011 vescovo di Hradec Králové.

## Biografia
Jan Vokál è nato a Hlinsko il 25 settembre 1958 ed è il secondo dei tre figli di Jan e Anna Vokál. Ha ricevuto i sacramenti dell'iniziazione nella locale parrocchia della Natività della Vergine Maria.

### Formazione e ministero sacerdotale
Dal 1974 al 1978 ha frequentato la scuola secondaria industriale di ingegneria elettrica di Pardubice. Nel 1983 si è laureato in ingegneria con specializzazione in cibernetica tecnica presso la Facoltà di ingegneria elettrica dell'Università Tecnica Ceca di Praga.
Nel settembre del 1983 ha lasciato la Cecoslovacchia quando, in viaggio a Venezia dopo una vacanza a Umago, in Jugoslavia, non è tornato a casa ma, subito dopo essere arrivato nella città lagunare, ha preso un treno per Roma. Lì è stato accolto presso il Pontificio Collegio Nepomuceno dall'allora rettore, monsignor Karel Vrána. Dopo pochi mesi ha ricevuto asilo politico per motivi religiosi. Subito dopo il suo arrivo a Roma ha cominciato gli studi di filosofia e teologia alla Pontificia Università Lateranense. Durante i tre mesi di vacanze estive, quando il collegio era chiuso, si trasferiva in Texas per migliorare la conoscenza dell'inglese.
Il 5 luglio 1988 è stato ordinato diacono per la diocesi di Hradec Králové a Ellwangen da monsignor Jaroslav Škarvada. Ha completato un periodo di pratica diaconale nella parrocchia di San Domenico a Northfield e presso l'Università di San Tommaso.
Il 28 maggio 1989 è stato ordinato presbitero per la diocesi di Hradec Králové nella basilica di San Pietro in Vaticano da papa Giovanni Paolo II. Dal 1989 al 1990 ha prestato servizio come vicario parrocchiale della parrocchia dell'Epifania a Bloomington, nella diocesi di Peoria.
Il 1º ottobre 1991 è entrato in servizio presso la sezione per gli affari generali della Segreteria di Stato della Santa Sede come minutante. Il suo incarico consisteva essenzialmente nella redazione delle bozze dei documenti. Nel 1995, nel 1997 e nel 2009 ha fatto parte del seguito papale nei viaggio apostolici nella Repubblica Ceca. Dal 1992 al 2005 è stato anche segretario personale del cardinale Corrado Bafile. Nel 2005 papa Benedetto XVI lo ha nominato coadiutore del capitolo dei canonici della basilica di Santa Maria Maggiore dove ha esercitato il suo ministero pastorale.
Nel 1997 è stato insignito del titolo di cappellano di Sua Santità e nel 2007 di quello di prelato d'onore di Sua Santità. Il 28 settembre 2005 monsignor Dominik Duka lo ha nominato canonico onorario del capitolo della cattedrale dello Spirito Santo a Hradec Králové.
Negli anni di sacerdozio ha proseguito gli studi. Dal 1991 al 1992 ha studiato per conseguire un diploma per lo studio dei casi coniugali presso la Congregazione per il culto divino e la disciplina dei sacramenti. Dal 2004 al 2005 ha frequentato lo studium della Congregazione delle cause dei santi. Nel 2005 ha ottenuto la licenza e nel 2008 il dottorato in utroque iure presso la Pontificia Università Lateranense. Nel 2009 ha conseguito il dottorato in giurisprudenza presso l'Università Carolina di Praga con una tesi di diritto costituzionale.

### Ministero episcopale
Il 3 marzo 2011 papa Benedetto XVI lo ha nominato vescovo di Hradec Králové. Ha ricevuto l'ordinazione episcopale il 7 maggio successivo nella basilica di San Pietro in Vaticano dal cardinale Tarcisio Bertone, Segretario di Stato di Sua Santità, co-consacranti l'arcivescovo metropolita di Praga Dominik Jaroslav Duka e l'arcivescovo Erwin Josef Ender, nunzio apostolico nella Repubblica Ceca. Ha preso possesso della diocesi il 14 maggio successivo con una cerimonia tenutasi nella cattedrale dello Spirito Santo a Hradec Králové.
In seno alla Conferenza episcopale ceca è membro della commissione per il clero e delegato per i congressi eucaristici. In precedenza è stato vicepresidente della stessa dal 28 aprile 2020 al 29 aprile 2025, membro della commissione per la liturgia e delegato per la Commissione delle conferenze episcopali della Comunità Europea dal 2013, per i congressi eucaristici e per il Pontificio Collegio Nepomuceno a Roma.
Dall'8 marzo 2018 è anche vicepresidente della Commissione delle conferenze episcopali della Comunità Europea.
Oltre al ceco, parla correntemente inglese e italiano e ha una padronanza passiva di tedesco, polacco e russo.
Nel 2019 è diventato membro dell'Ordine Militare e Ospedaliero di San Lazzaro di Gerusalemme ed è succeduto al cardinale Miloslav Vlk nell'ufficio di cappellano capo della sua giurisdizione ceca.

## Genealogia episcopale e successione apostolica
La genealogia episcopale è:
- Cardinale Scipione Rebiba
- Cardinale Giulio Antonio Santori
- Cardinale Girolamo Bernerio, O.P.
- Arcivescovo Galeazzo Sanvitale
- Cardinale Ludovico Ludovisi
- Cardinale Luigi Caetani
- Cardinale Ulderico Carpegna
- Cardinale Paluzzo Paluzzi Altieri degli Albertoni
- Papa Benedetto XIII
- Papa Benedetto XIV
- Cardinale Enrico Enriquez
- Arcivescovo Manuel Quintano Bonifaz
- Cardinale Buenaventura Córdoba Espinosa de la Cerda
- Cardinale Giuseppe Maria Doria Pamphilj
- Papa Pio VIII
- Papa Pio IX
- Cardinale Gustav Adolf von Hohenlohe-Schillingsfürst
- Arcivescovo Salvatore Magnasco
- Cardinale Gaetano Alimonda
- Cardinale Agostino Richelmy
- Vescovo Giuseppe Castelli
- Vescovo Gaudenzio Binaschi
- Arcivescovo Albino Mensa
- Cardinale Tarcisio Bertone, S.D.B.
- Vescovo Jan Vokál

La successione apostolica è:
- Vescovo Prokop Brož (2025)

## Araldica
| Stemma | Titolare                            | Blasonatura |
|        | Jan Vokál Vescovo di Hradec Králové | Inquartato in croce di Sant'Andrea: al I d'oro alla colomba d'argento; al II d'azzurro all'ibisco d'oro; al III d'azzurro alla croce biforcuta d'oro; al IV d'oro alla lettera M d'azzurro. Ornamenti esteriori da vescovo. Motto: "Sub tuum praesidium". |